# Every Avenue
Every Avenue est un groupe de punk rock américain, originaire de Marysville, dans le Michigan.

## Biographie

### Débuts (2003–2007)
Every Avenue est formé à Marysville, dans le Michigan, en 2003. À leurs débuts, ils changent de chanteurs, et leur ancien chanteur, James Beesley, devient plus tard leur directeur de tournée, et s'associera avec l'ancien batteur Mike Govaere. Ils auto-publient deux EP en 2004 et 2006, avant de signer au label Fearless Records en 2007, pour y publier un nouvel EP à l'été de cette année. Juste avant leur signature, le guitariste Jason Letkiewicz quitte le groupe après avoir obtenu une bourse pour la réalisation de films. Jimmie Deeghan le remplace, et est devient rapidement l'auteur-compositeur principal.

### Shh, Just Go with it(2008)
En février 2008, leur premier album studio, Shh, Just Go with it, est publié et atteint la 27e place des classements américains des Billboard Heatseekers. Ils commecent alors une tournée nationale avec des groupes tels que Hit the Lights, Farewell, Mayday Parade, All Time Low, et The Maine. Ils participent également au Vans Warped Tour en 2008.
La chanson Where Were You? est jouée sur Yahoo! Radio et AOL Radio, et diffusée dans Real World/Road Rules Challenge: The Gauntlet sur MTV. La chanson One More Song est incluse dans l'épisode Mexi-Loco dans l'émission The Real World: Hollywood sur MTV, ainsi que The Island. Leur nouvelle vidéo de la chanson Think of You Later (Empty Room) est publiée en novembre 2008. Le groupe effectue son premier voyage au Royaume-Uni en janvier 2009, jouant en ouverture pour Boys Like Girls, aux côtés de Metro Station.

### Picture Perfect(2009–2010)
Le 11 avril 2009, le groupe est annoncé en studio pour enregistrer un deuxième album, avec le producteur Mitch Allan, ainsi que Mike Green. Quelques jours plus tard, le 14 avril, Govaere annonce son départ du groupe pour aller de l'avant avec son studio d'enregistrement, Downbeat Studio. En été 2009, ils jouent avec Valencia.
Le dernier album du groupe, Picture Perfect, est publié 3 novembre 2009 au label Fearless Records. La chanson Picture Perfect est présentée dans un montage lors de la couverture du NCAA Men's Basketball Championship, le 6 avril 2010. Every Avenue participe aussi à la compilation Punk Goes Classic Rock (neuvième édition de la série Punk Goes...) avec la chanson Take Me Home Tonight d'Eddie Money et Juliet Simms de Automatic Loveletter. L'album est publié le 27 avril 2010.

### Bad Habitset pause (2011–2012)
En mars 2011, le groupe confirme la sortie potentielle d'un nouvel album au magazine Alternative Press. Leur troisième album studio, Bad Habits, est annoncé en été 2011. Le 3 juin 2011, Le groupe confirme la sortie de Bad Habits  pour le 2 août chez Fearless Records. Le premier single s'intitule Whatever Happened to You qui est publié sur la page Facebook d' Every Avenue le 20 juin 2011. À cette période, le groupe confirme également sa venue au Festival Soundwave en Australie en 2011.
Le 24 octobre 2012, Every Avenue annonce une toute dernière tournée, avant de se mettre en pause indéfiniment.

## Membres

### Membres actuels
- David Ryan Strauchman – chant, piano
- Joshua Randall – guitare
- Jimmie Deeghan – guitare, chœurs
- Matt Black – basse, chœurs
- Dennis Wilson – batterie

### Anciens membres
- Jason Letkiewicz – chant, guitare
- Cameron Grenstiner – basse
- Michael Govaere – batterie

## Discographie

### Albums studio
- 2007 : Every Avenue
- 2008 : Shh. Just Go with It
- 2009 : Picture Perfect
- 2011 : Bad Habits

### EP
- 2004 : Every Avenue
- 2006 : This Is Why We Don't Have Nice Things
- 2007 : Ah!